# Brezovac, Srbija
Brezovac (izvirno srbsko Брезовац) je naselje v Srbiji, ki upravno spada pod Občino Aranđelovac; slednja pa je del Šumadijskega upravnega okraja.

## Demografija
V naselju živi 629 polnoletnih prebivalcev, pri čemer je njihova povprečna starost 42,0 let (41,6 pri moških in 42,4 pri ženskah). Naselje ima 255 gospodinjstev, pri čemer je povprečno število članov na gospodinjstvo 3,13.
To naselje je, glede na rezultate popisa iz leta 2002, skoraj popolnoma srbsko, a v času zadnjih treh popisov je opazno zmanjšanje števila prebivalcev.
|  |

| Demografija | Demografija     | Demografija     |
| Leto        | Št. prebivalcev | Št. prebivalcev |
| ----------- | --------------- | --------------- |
|             |                 |                 |
|             |                 |                 |
|             |                 |                 |
|             |                 |                 |
| 1948        | 1375            |                 |
| 1953        | 1359            |                 |
| 1961        | 1333            |                 |
| 1971        | 1164            |                 |
| 1981        | 993             |                 |
| 1991        | 881             | 866             |
| 2002        | 837             | 797             |
|             |                 |                 |

| Etnična sestava po popisu iz leta 2002 | Etnična sestava po popisu iz leta 2002 | Etnična sestava po popisu iz leta 2002 | Etnična sestava po popisu iz leta 2002 | Etnična sestava po popisu iz leta 2002 |
| -------------------------------------- | -------------------------------------- | -------------------------------------- | -------------------------------------- | -------------------------------------- |
| Srbi                                   | Srbi                                   |                                        | 771                                    | 96,73%                                 |
| Hrvati                                 | Hrvati                                 |                                        | 2                                      | 0,25%                                  |
| Črnogorci                              | Črnogorci                              |                                        | 1                                      | 0,12%                                  |
| Neznano                                | Neznano                                |                                        | 23                                     | 2,88%                                  |